# Richard Zimler
Richard Zimler (Roslyn Heights, 1º gennaio 1956) è uno scrittore e poeta statunitense naturalizzato portoghese.

## Biografia
I suoi libri, che gli hanno fatto vincere la Fellowship in Fiction del National Endowment of the Arts nel 1994 e l'Herodotus Award nel 1998, sono stati pubblicati in molti paesi e tradotti in più di venti lingue. Tra i più noti si annovera Il cabalista di Lisbona, pubblicato in Italia da Mondadori nel 1998 – un thriller che ha come personaggio principale un cabalista portoghese del XVI secolo.
Ha una laurea di primo livello in Religioni comparate dall'Università Duke e un Master in Giornalismo dell'Università di Stanford. Naturalizzato portoghese, Zimler vive ora a Porto, in Portogallo, insegnando Giornalismo all'Università per 16 anni.
Richard Zimler ha ricevuto nel 2009 il premio letterario Alberto Benveniste in Francia per il suo romanzo Guardian of the Dawn. Il premio viene assegnato a romanzi che trattano della cultura e della storia degli ebrei sefarditi. Il premio gli è stato consegnato in una cerimonia alla Sorbona nel gennaio 2009.
Cinque dei suoi romanzi - Hunting Midnight, The Search for Sana, The Seventh Gate, The Warsaw Anagrams (Gli anagrammi di Varsavia) e The Night Watchman - sono stati finalisti all'International IMPAC Dublin Literary Award, il più ricco premio letterario del mondo anglofono.
Zimler ha anche curato un'antologia di racconti il cui ricavato va a Save the Children, la più grande organizzazione per i diritti dei bambini del mondo. L'antologia si intitola The Children's Hours. Tra gli autori antologizzati ci sono Margaret Atwood, Nadine Gordimer, André Brink, Markus Zusak, David Almond, Katherine Vaz, Alberto Manguel, Eva Hoffman, Junot Díaz, Uri Orlev e Ali Smith.
Nel 2009, Zimler ha sceneggiato e recitato in The Slow Mirror, un cortometraggio basato su uno dei suoi racconti. Diretto dalla regista svedese-portoghese Solveig Nordlund, il film è interpretato da attori portoghesi come Gracinda Nave e Marta Peneda. Nel maggio del 2010 ha vinto il premio Best Drama nel Downtown Short Film Festival di New York.
Il suo romanzo The Warsaw Anagrams (Gli anagrammi di Varsavia) è stato scelto come Libro dell'anno 2009 dalla principale rivista libraria portoghese, LER e dal gruppo docenti e studenti di scuola superiore del Portogallo, assegnandogli il Premio 2010 Mariquis de Ouro. È stato altresì selezionato tra i venti migliori libri del decennio 2000-2009 dal principale quotidiano del paese, O Público. Nell'agosto 2011, il quotidiano San Francisco Chronicle ha descritto il libro come segue: "In parti uguali appassionante, straziante, stimolante e intelligente, questo mistero ambientato nel ghetto ebraico più infame della seconda guerra mondiale merita un posto tra le più importanti opere della letteratura sull'Olocausto."
In agosto 2011, Zimler ha pubblicato il suo primo libro di poesie: Love's Voice: 72 Kabbalistic Haiku. I versi del libro esprimono idee di misticismo ebraico usando delicate immagini in forma di haiku.
Zimler ha scritto tre libri per ragazzi che sono stati pubblicati in lingua portoghese: Dança Quando Chegares ao Fim, Hugo e Eu e as Mangas de Marte e Se Eu Fosse.

## Opere scelte
- The Incandescent Threads (2022)
- The Gospel According to Lazarus (2019)
- The Night Watchman (2014)
- Gli anagrammi di Varsavia (The Warsaw Anagrams), Piemme, 2011
- The Seventh Gate (2007)
- The Search for Sana (2005)
- Guardian of the Dawn (2005)
- Mezzanotte ovvero il principio del mondo (Hunting Midnight, 2003), Cavallo di Ferro, 2006
- The Angelic Darkness (1998)
- Il cabalista di Lisbona (The Last Kabbalist of Lisbon, 1996), Mondadori, 1998
- Il sognatore di fantasmi (Unholy Ghosts, 1996), Playground, 2007